# Biserica de lemn din Ciuperceni

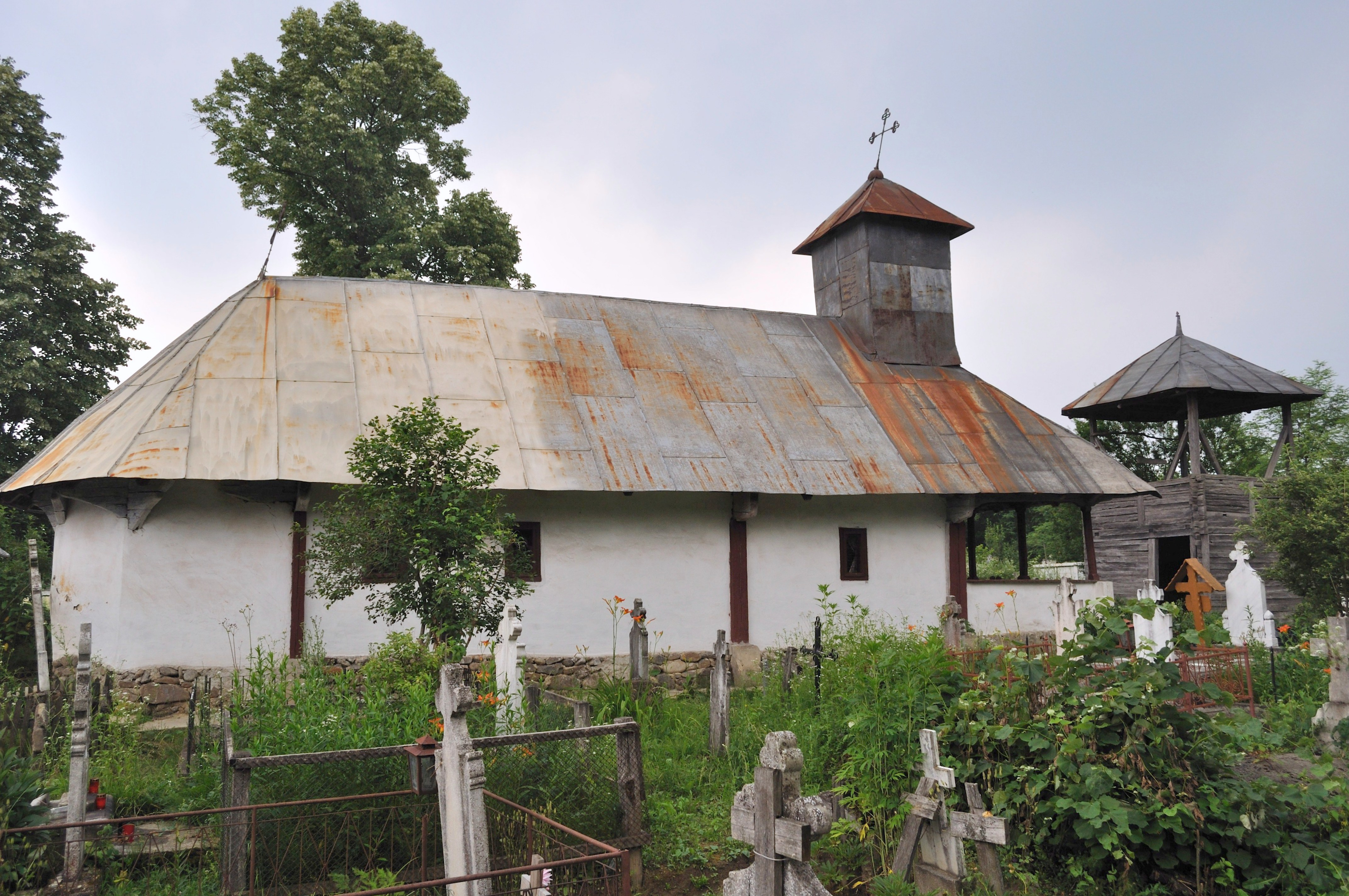
Biserica de lemn „Sfânta Cuvioasă Paraschiva” din Ciuperceni, comuna Ciuperceni, județul Gorj, foto: iunie 2010.

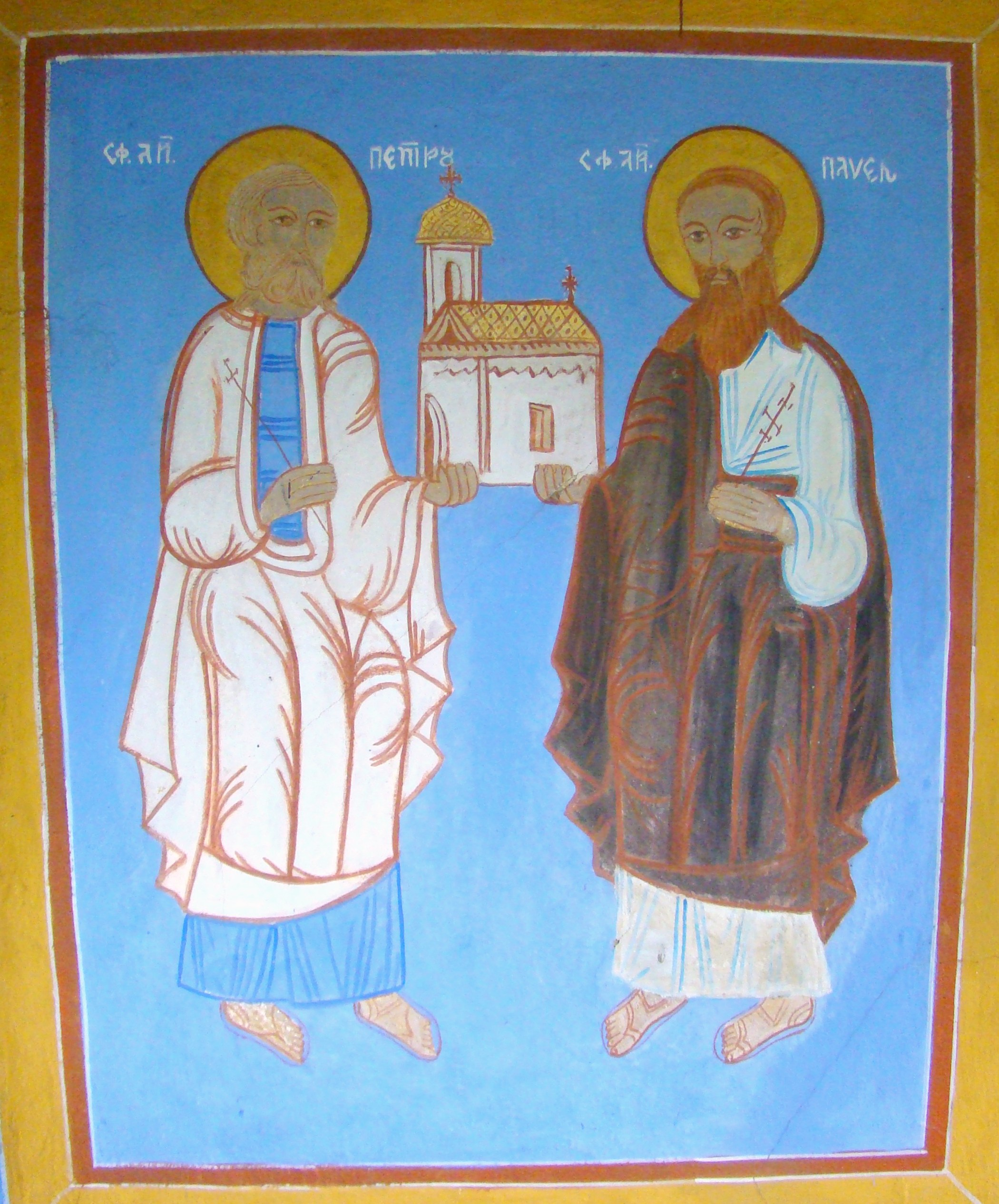
Pictura exterioară: Sfinţii Apostoli Petru şi Pavel

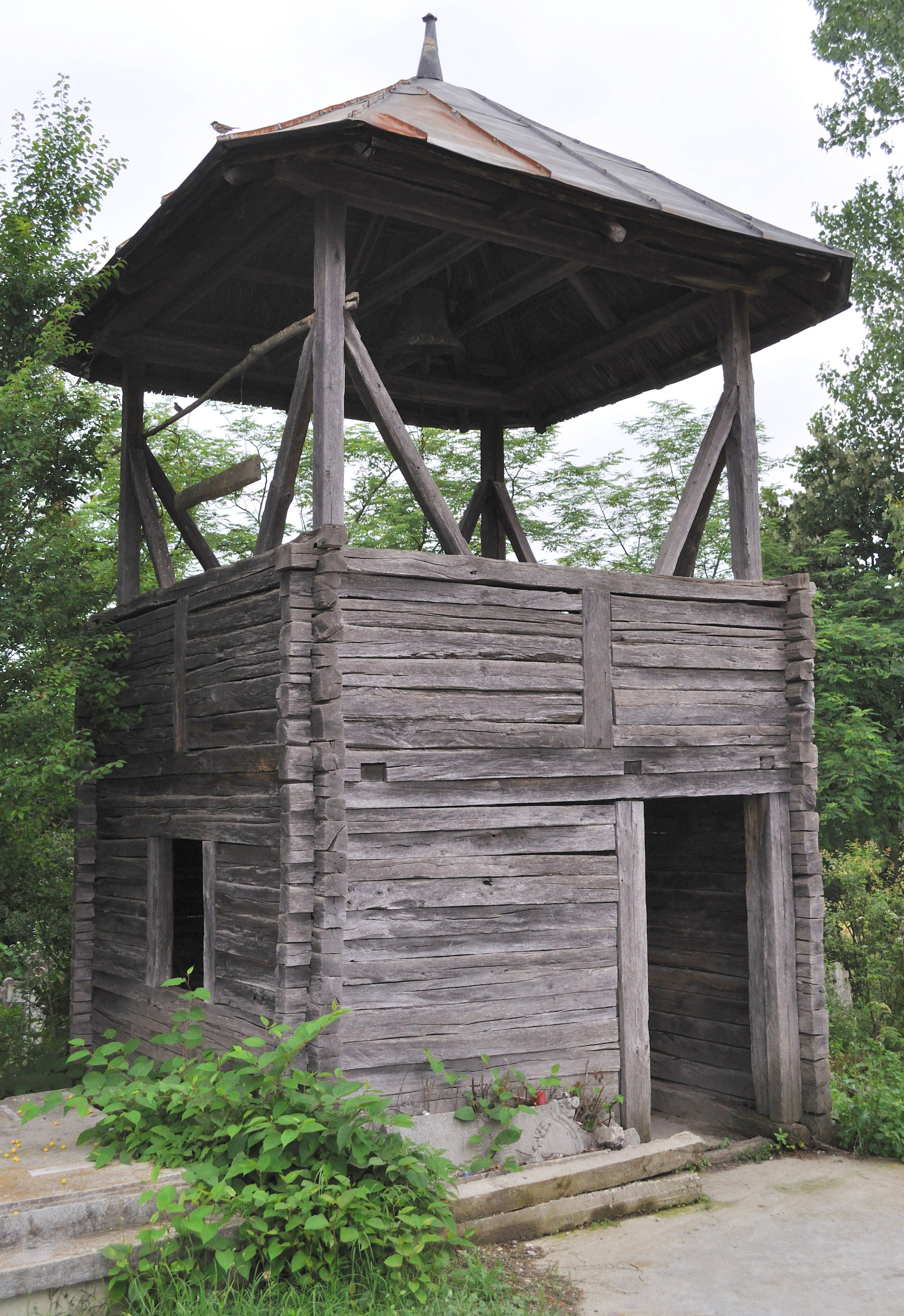
Clopotnița

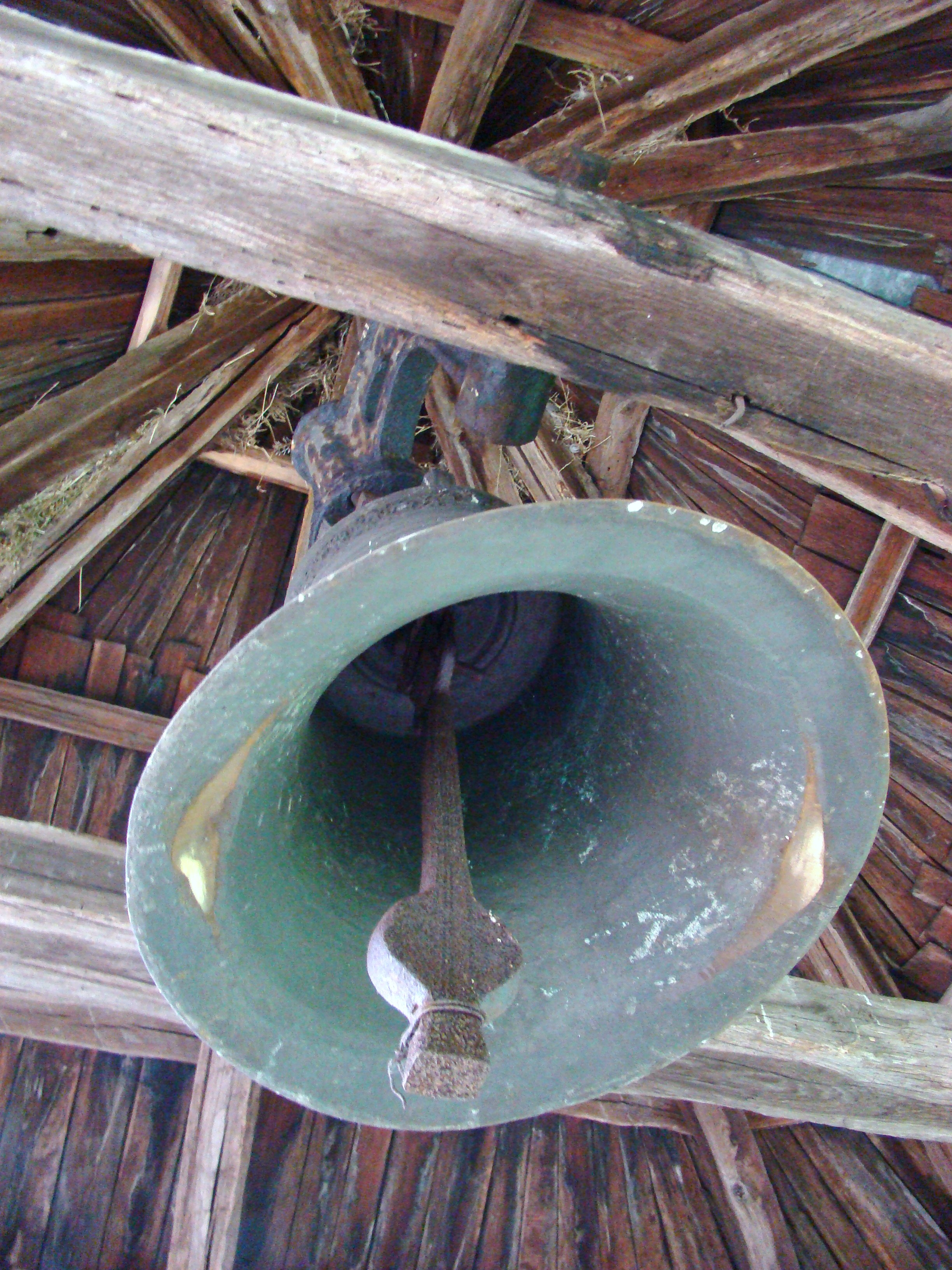
Clopotul

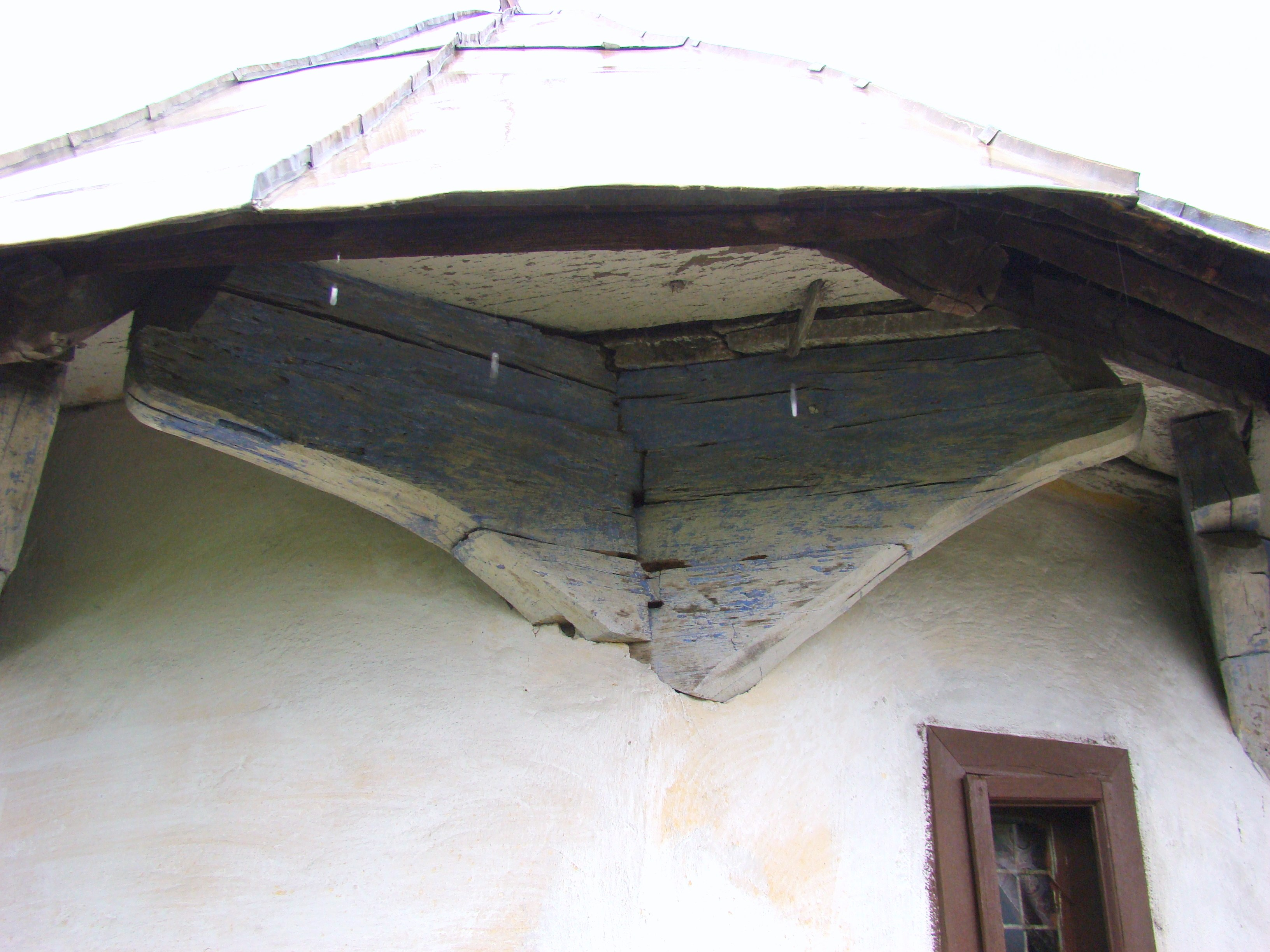
Console la altar

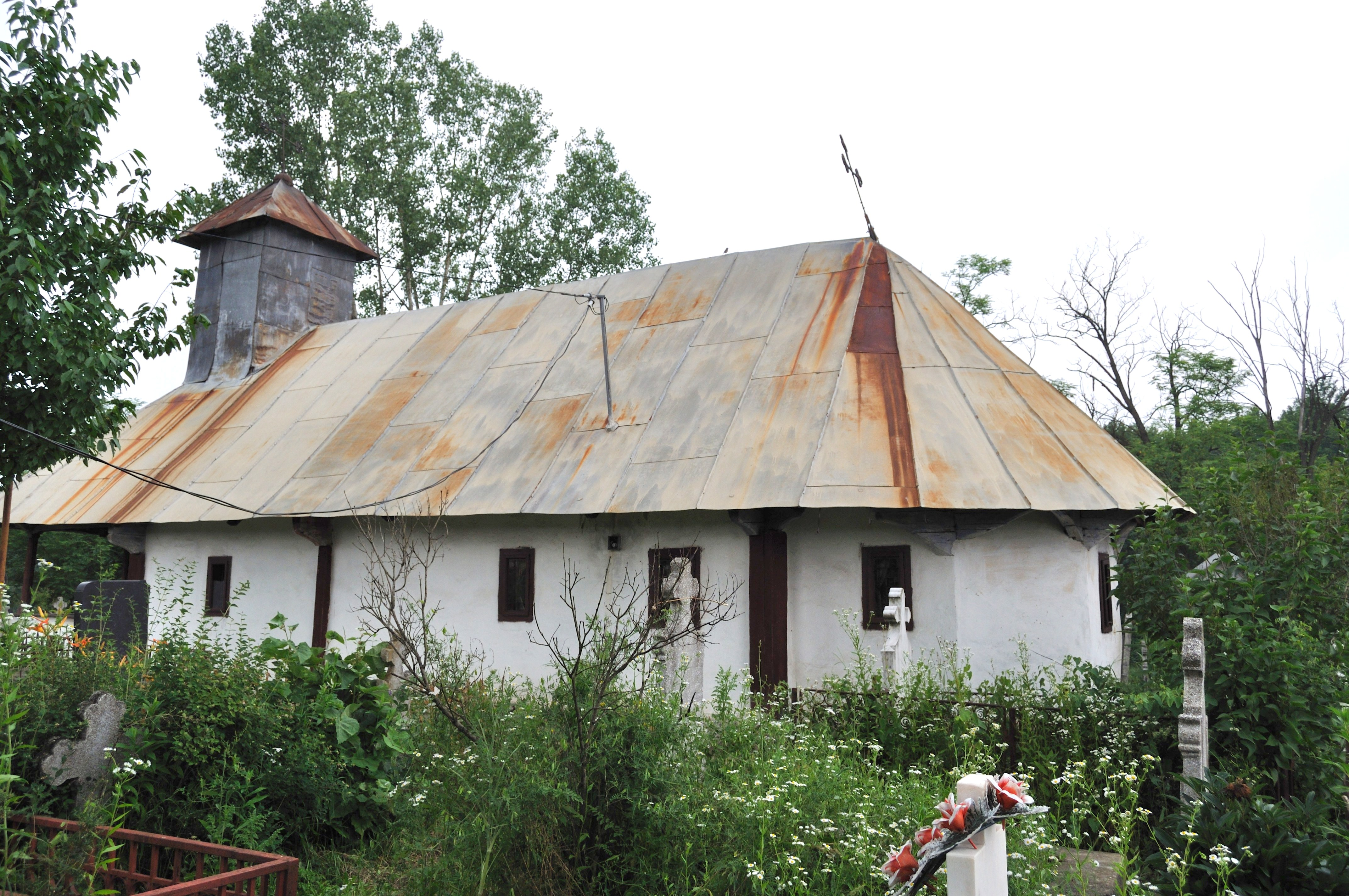
Biserica (sud-est)

Biserica de lemn din Ciuperceni, comuna Ciuperceni, județul Gorj, a fost construită în 1701. Are hramul „Cuvioasa Paraschiva” (14 octombrie). Biserica se află pe noua listă a monumentelor istorice sub codul LMI:  GJ-II-m-B-09279.

## Istoric și trăsături
Biserica se află în cătunul Văian (sat desființat, înglobat la Ciuperceni). Pentru datarea bisericii cert este văleatul 7209 (1701) trecut pe ușile împărătești; alte date vehiculate: 1737, 1848, sunt cele ale unor reparații.

Înfățișarea ei a fost radical transformată de numeroasele reparații. Astfel în timpul lucrărilor de reparație de la 1882-1883, au fost acoperiți cu tencuială pereții, în interior și exterior, și bolțile. A fost adăugată o prispă largă, simplu decorată, pe latura de vest. A fost adăugată și o clopotniță peste acoperișul de tablă, nerenunțându-se la cea separată, pe două nivele, cel de sus fiind deschis. Forma pereților înscrie o navă dreptunghiulară, cu altarul decroșat pe sud și nedecroșat pe nord; între pronaos și naos se află un perete plin, trăsătură arhaică care confirmă vechimea bisericii. Nava este acoperită de o boltă semicilindrică, iar altarul de o suprafață ușor curbată, intersectată de fâșii curbe.
Biserica are un patrimoniu pictat valoros; pe spatele ușilor împărătești, cu Buna Vestire pe fond arhitectonic, se află următoarea însemnare: „să se știe când s-au făcut și s-au zugrăvit aceste sfinte și dumnezeiești icoane în zilele Domnului nostru io Constantin Voievod meseța iunie din 7 leat 7209, iz pisah az mnogo geașnih Nicola zugrav ot Brâncoveni”.  Două icoane din naos sunt semnate de popa Istratie: pe latura de sud, icoana „Sfinții Arhangheli Mihail și Gavriil” (1836), iar pe latura de nord „Sfânta Troiță” (1841). 
Icoanele împărătești: „Maria împărăteasă cu Pruncul” (și arhangheli în spatele tronului) și „Deisis” sunt opera lui Gheorghe zugravu, fiind realizate în anul 1854. Tot el este și autorul icoanelor din pronaos: Maica Domnului Hodighitria, Ioan Botezătorul, Sfântul Nicolae, Sfântul Gheorghe străpungând balaurul și Sfântul Dumitru, pe cal, cu sabia ridicată asupra împăratului păcătos (ultimele două icoane de o remarcabilă valoare artistică).

## Imagini din exterior

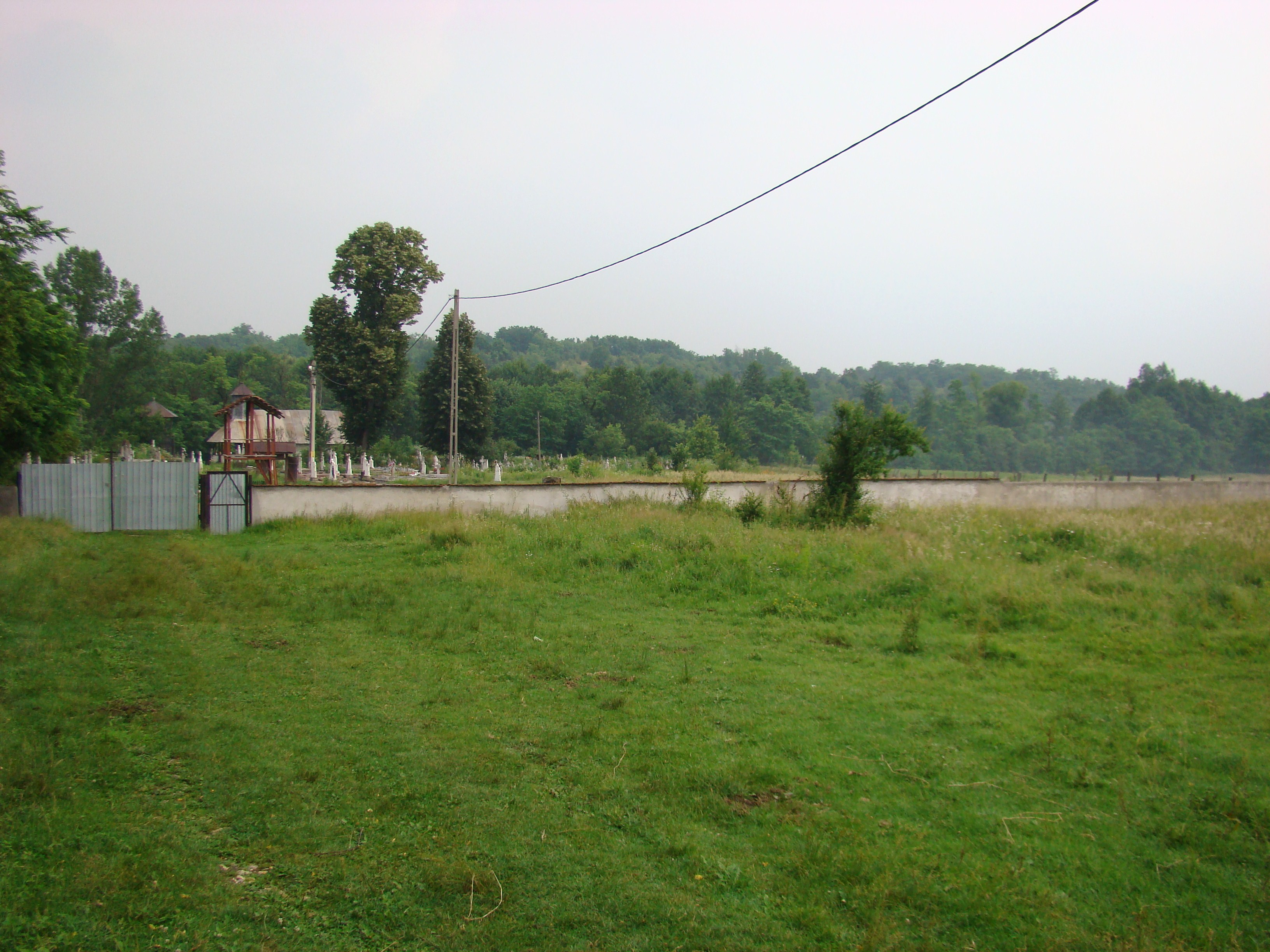
Biserica din depărtare
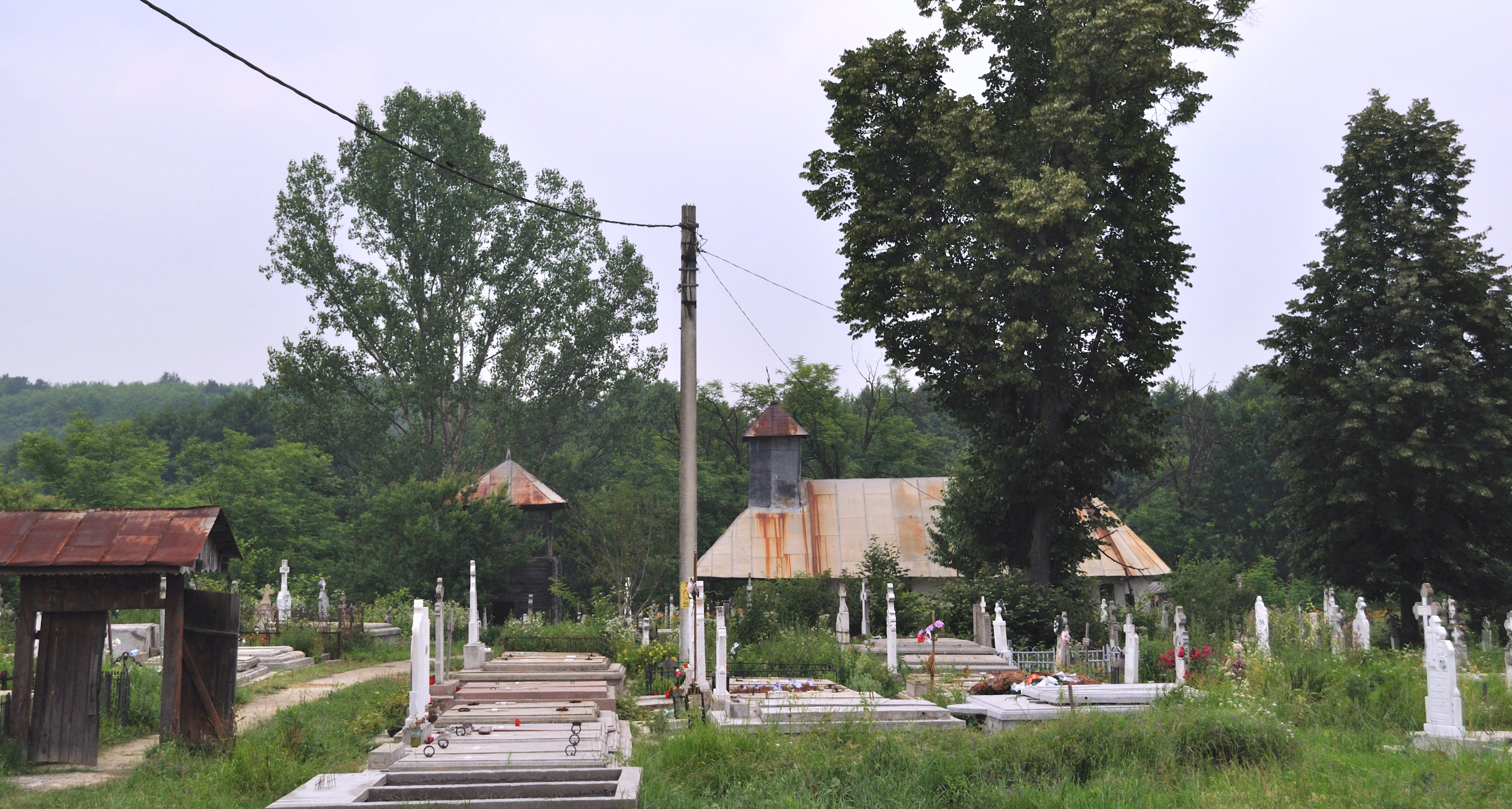
Biserica şi clopotniţa (sud)
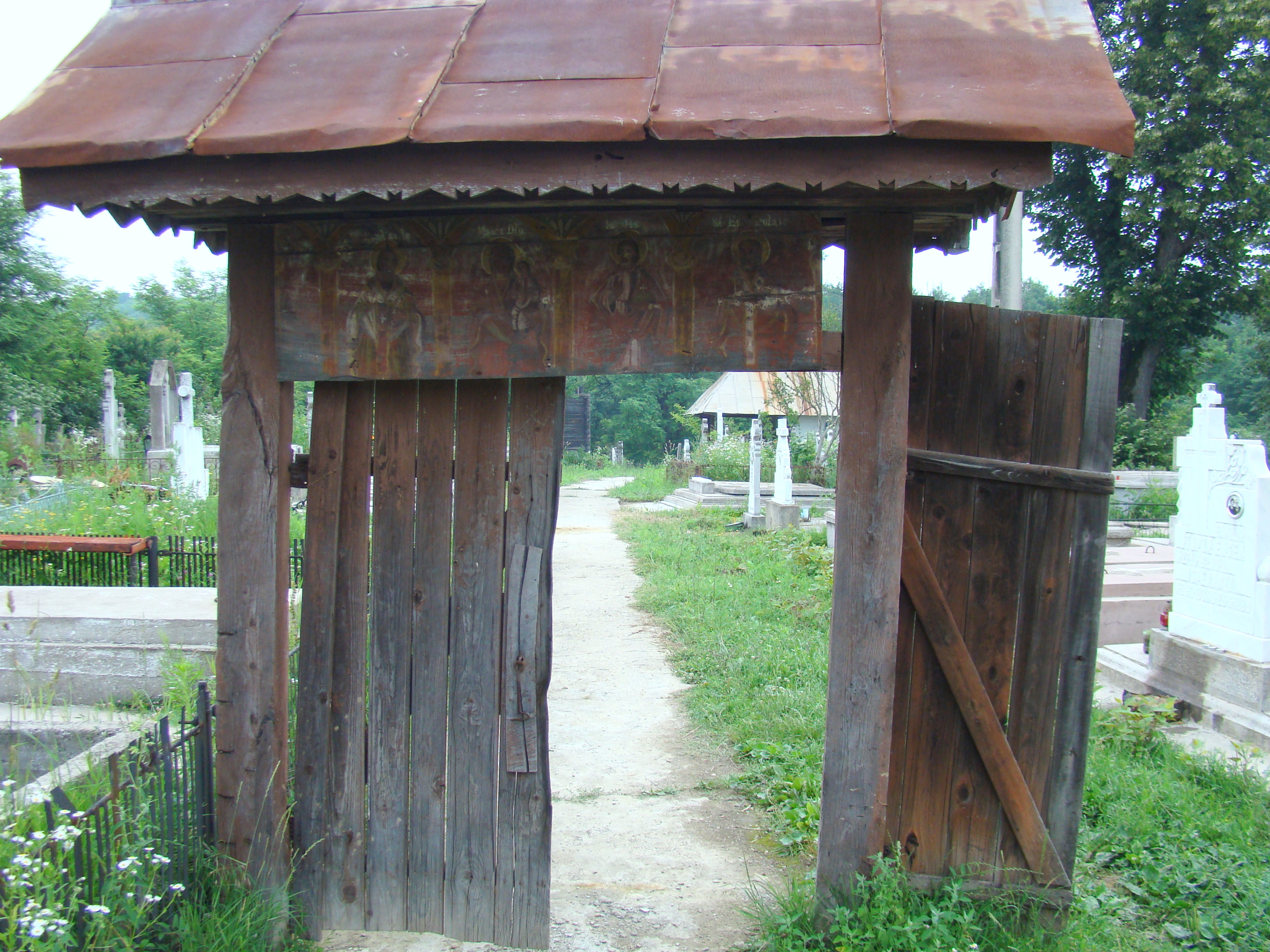
Poarta cimitirului
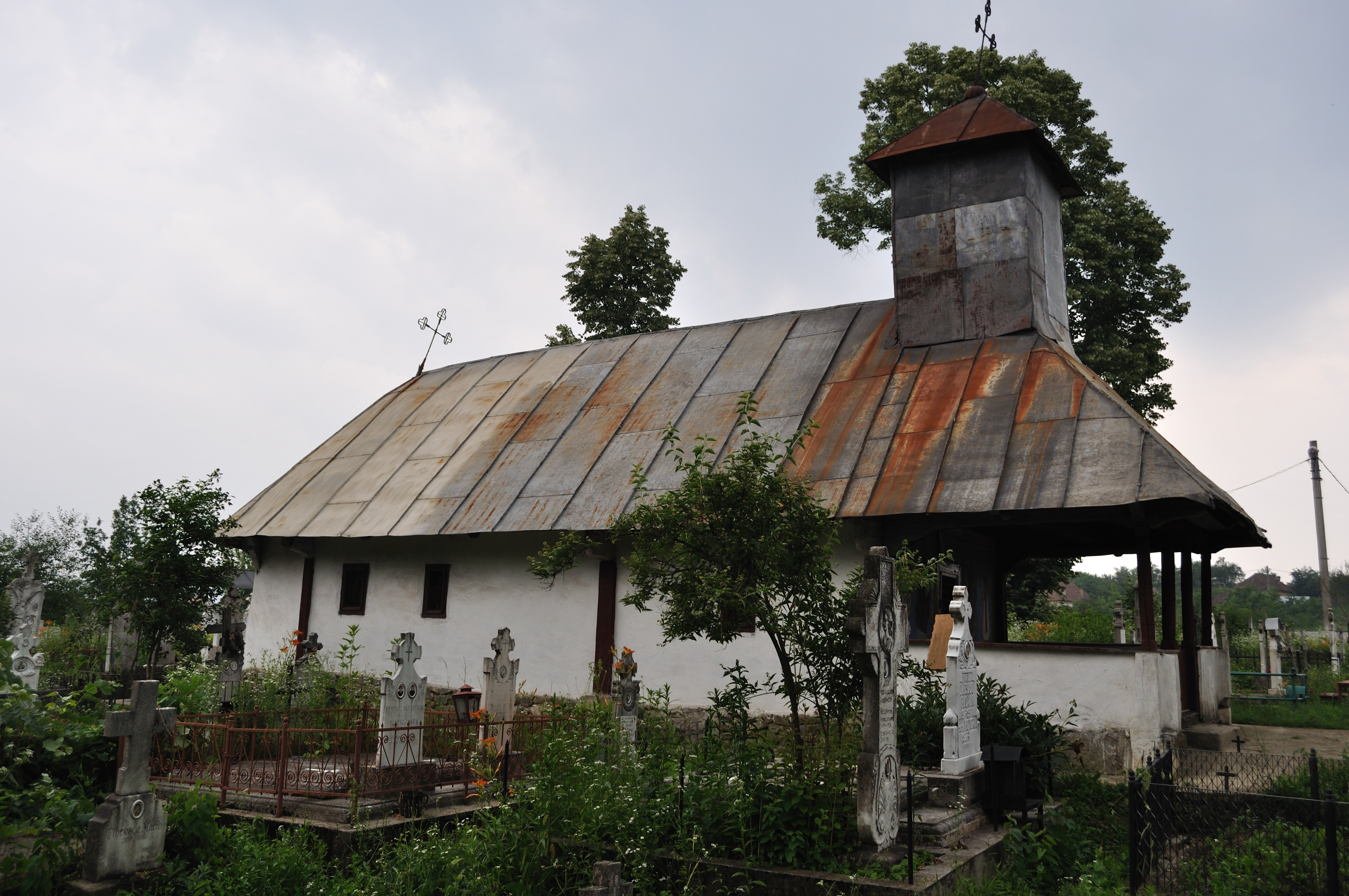
Biserica (nord-vest)
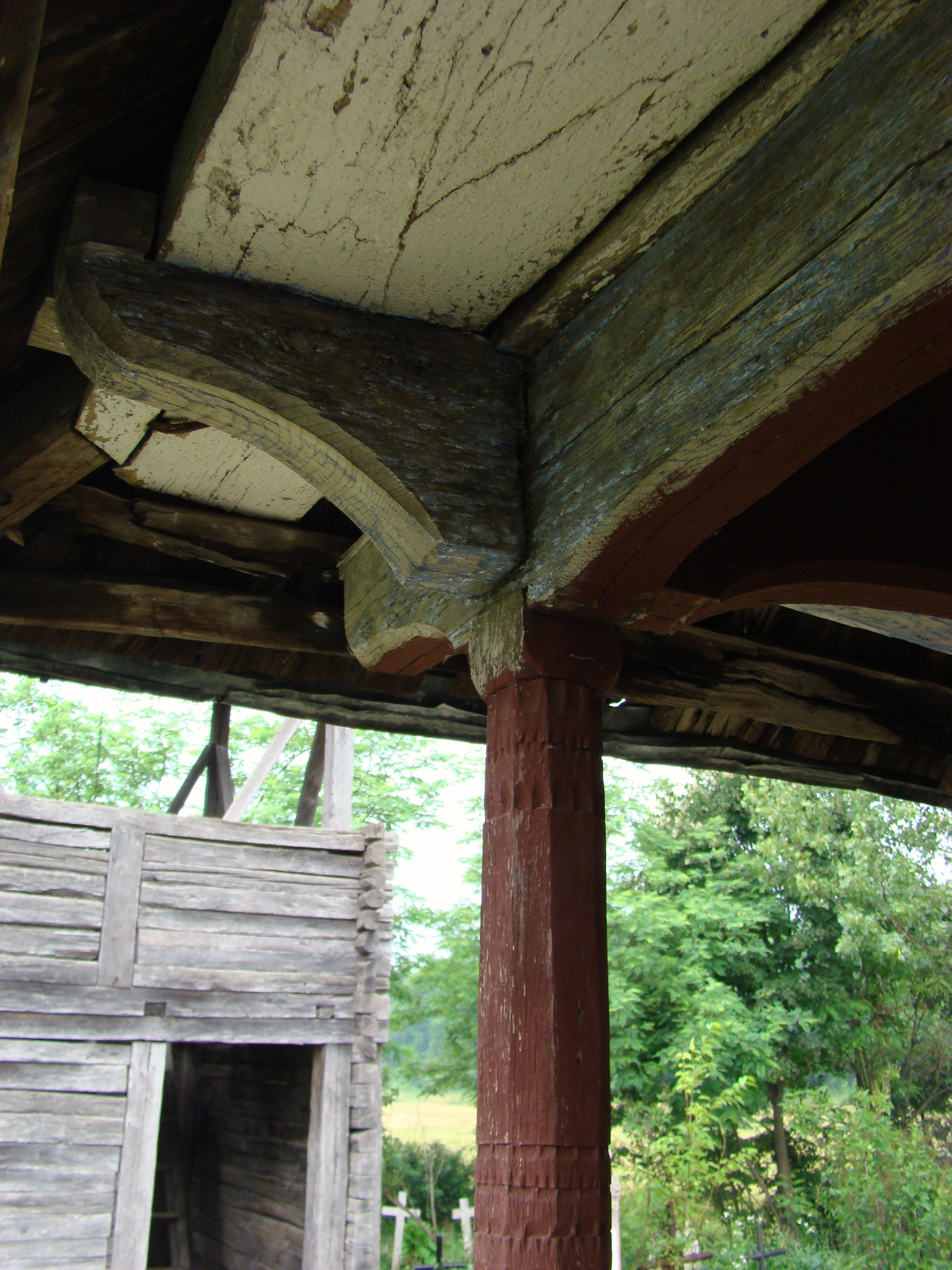
Stâlp şi console la pridvor
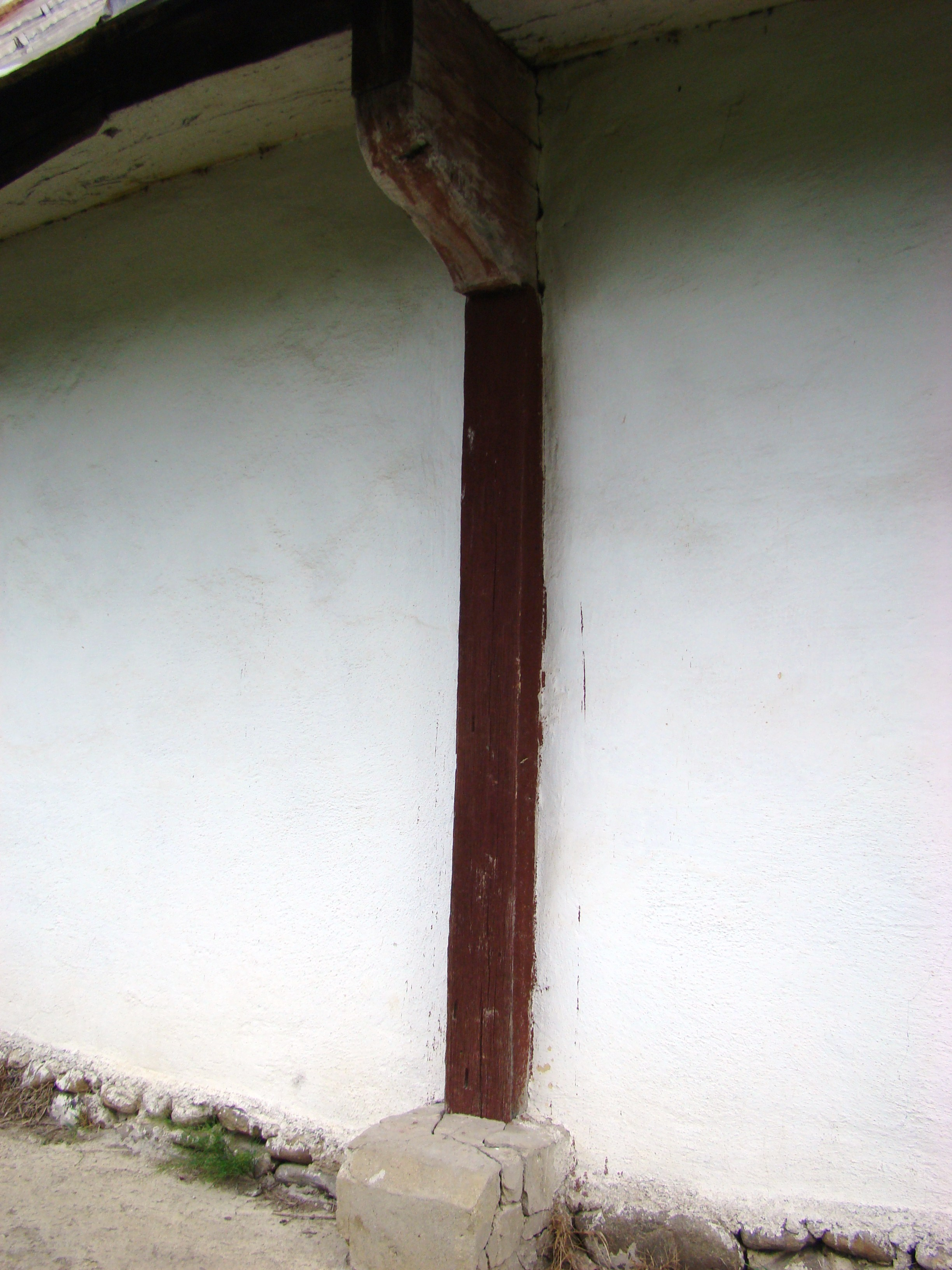
Stâlp de susţinere şi consolă
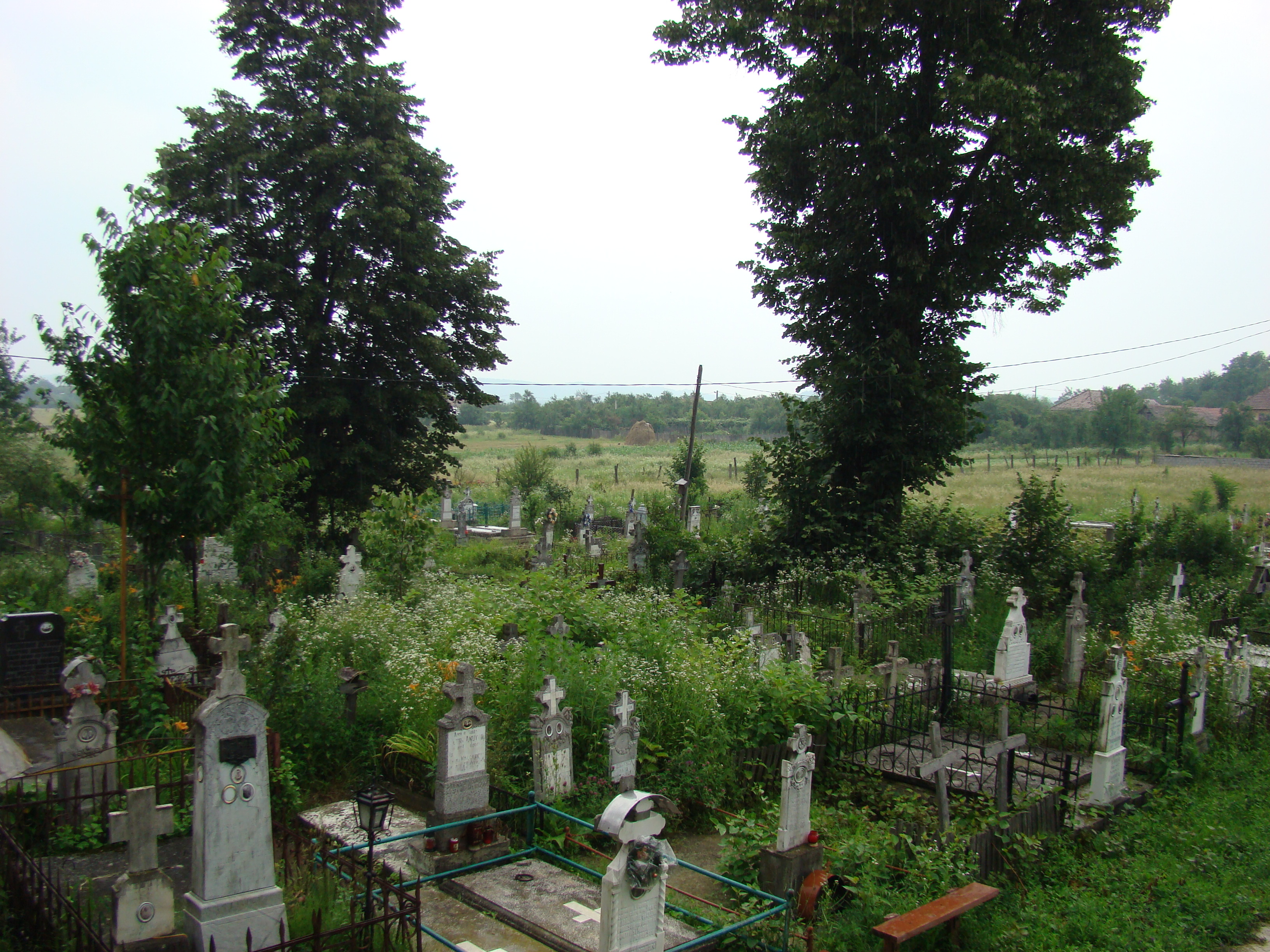
Cimitirul bisericii
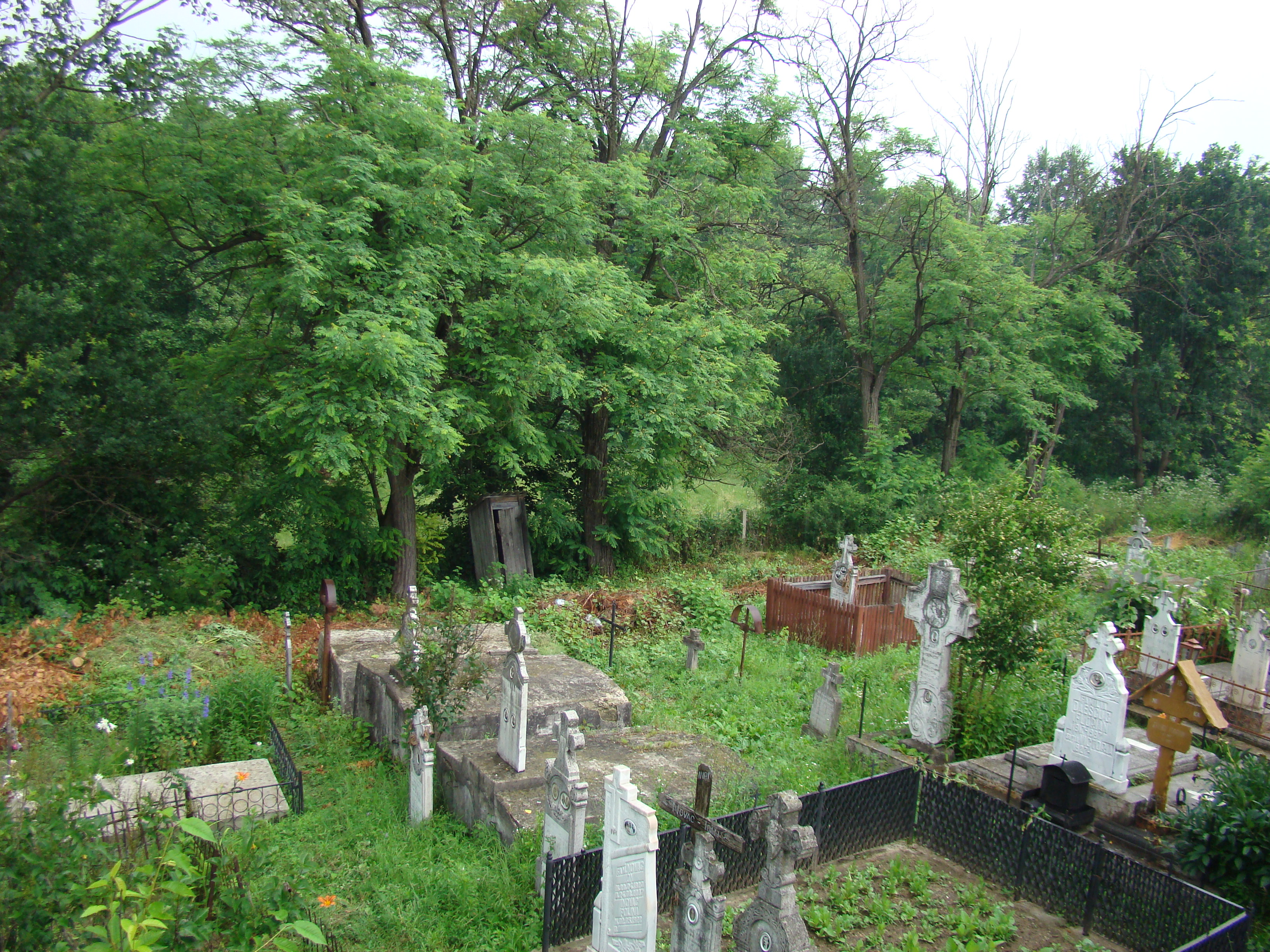
Cimitirul bisericii
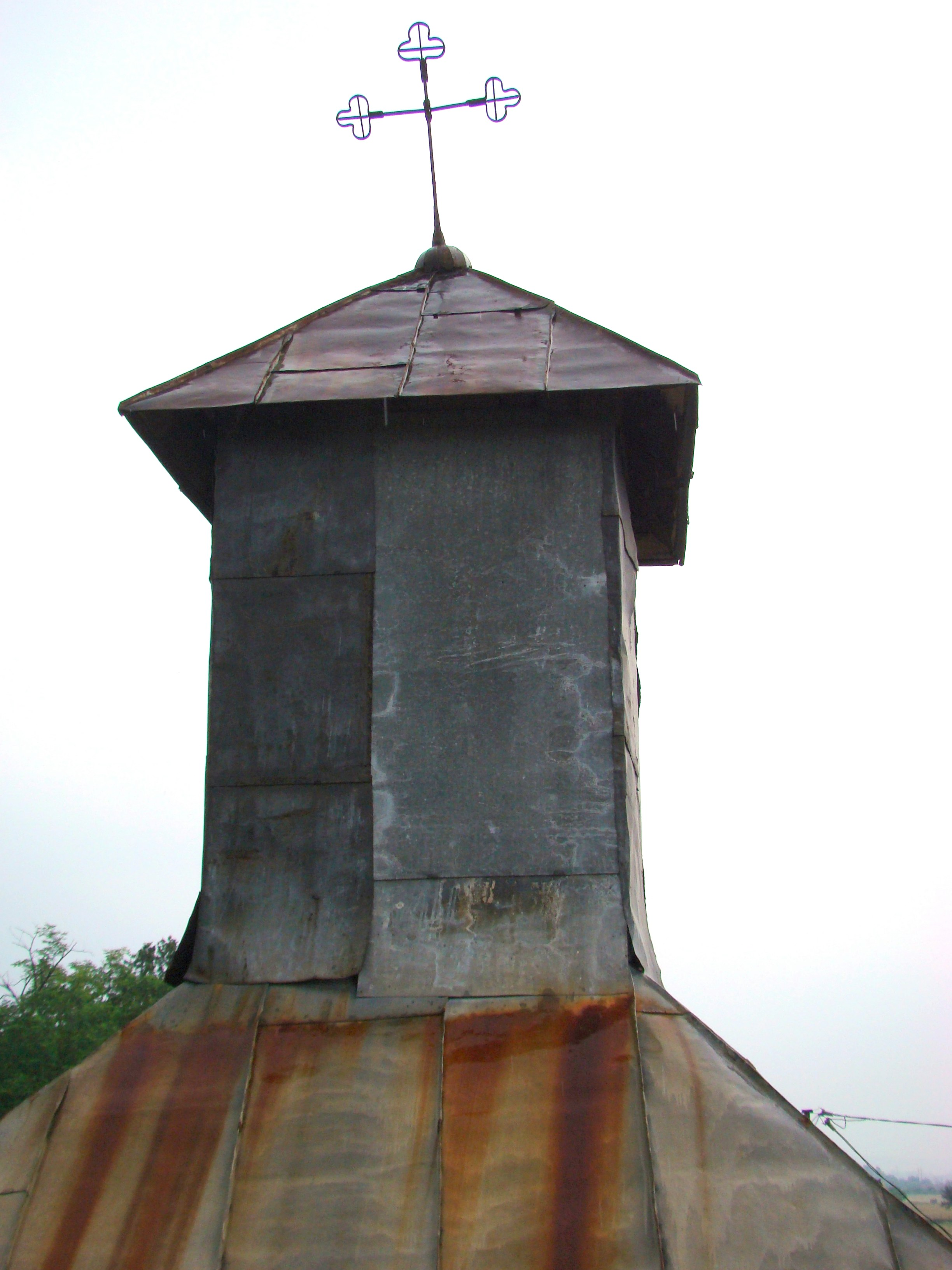
Turnul-clopotniţă
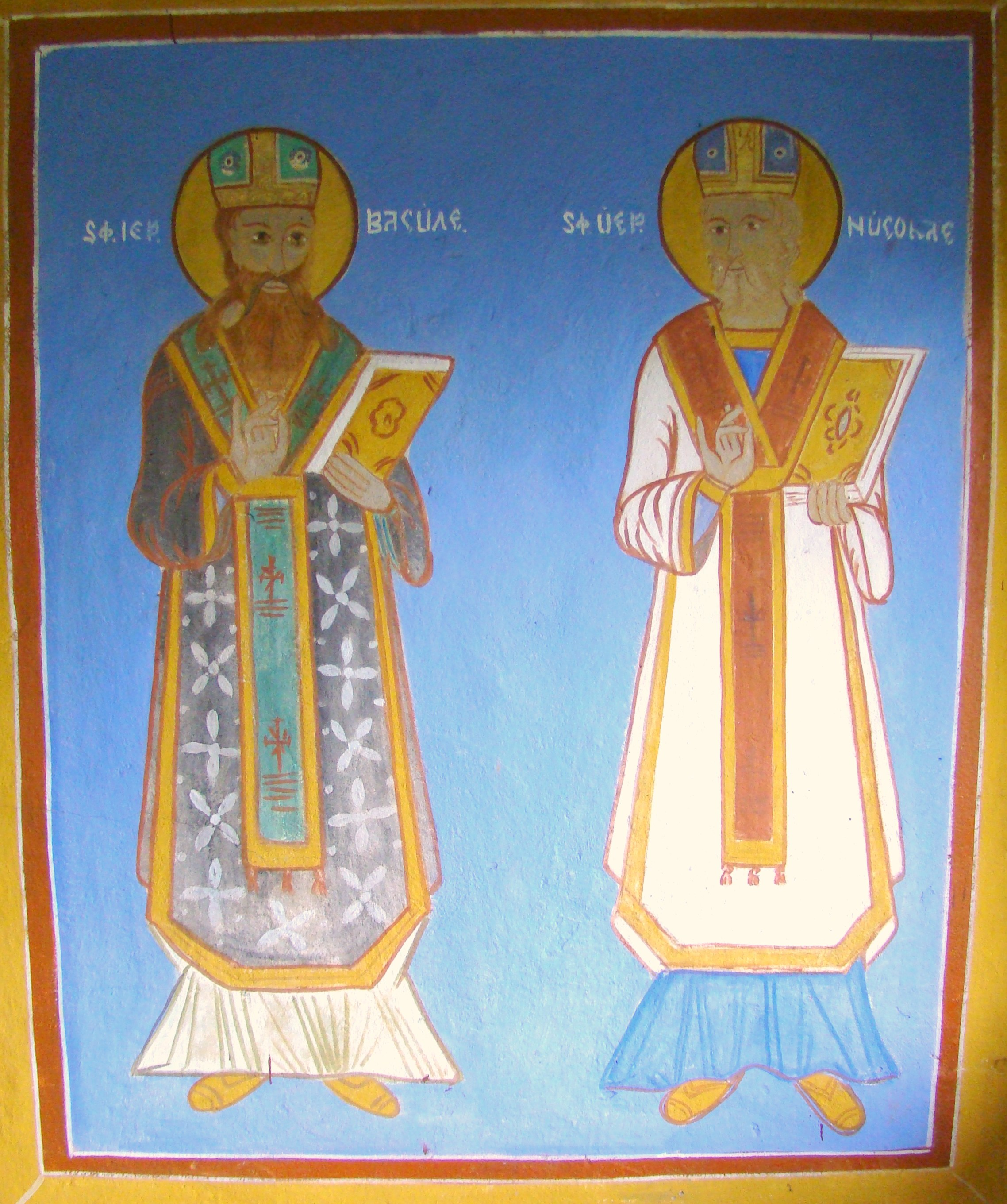
Pictură exterioară
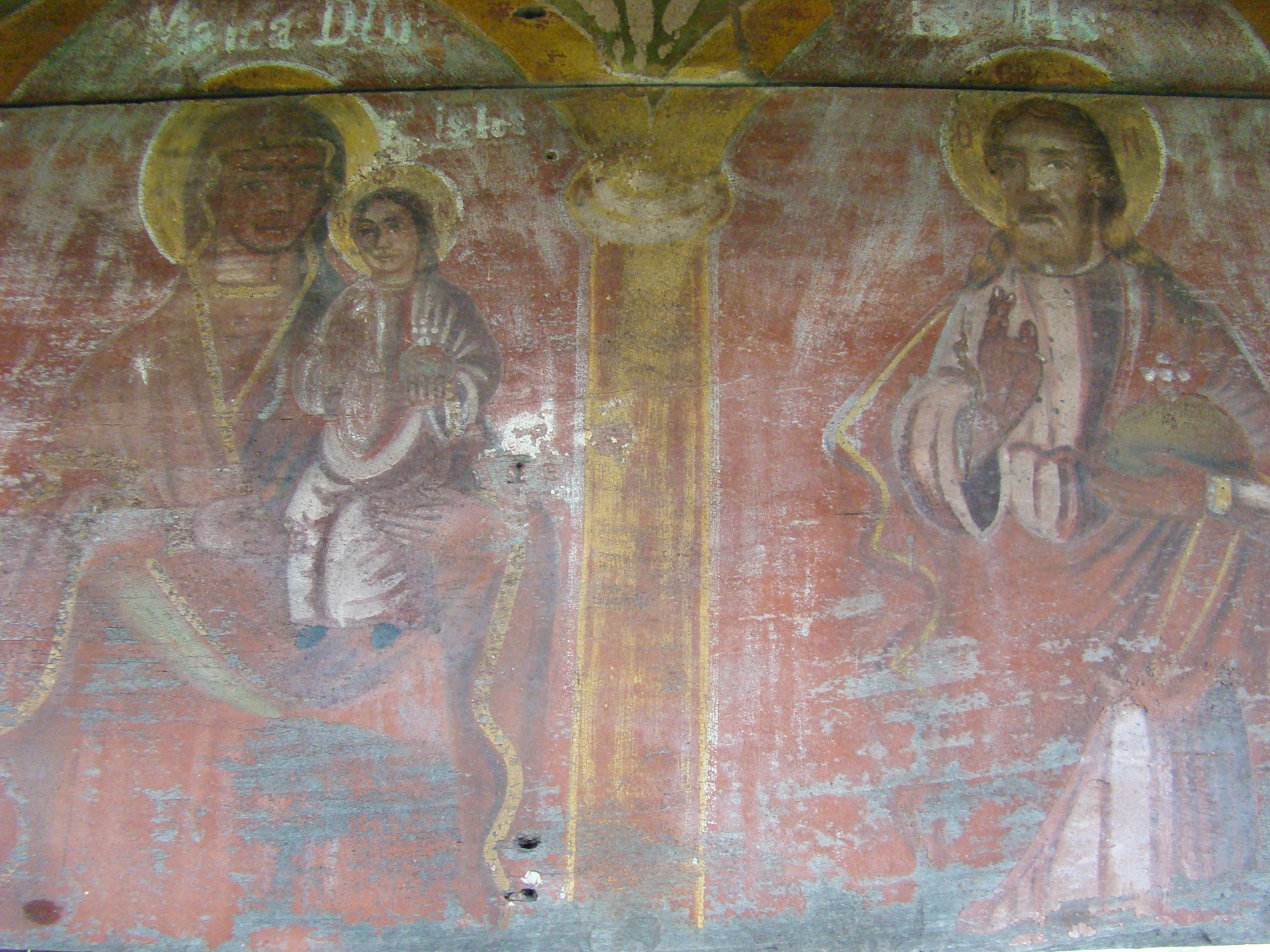
Pictură exterioară
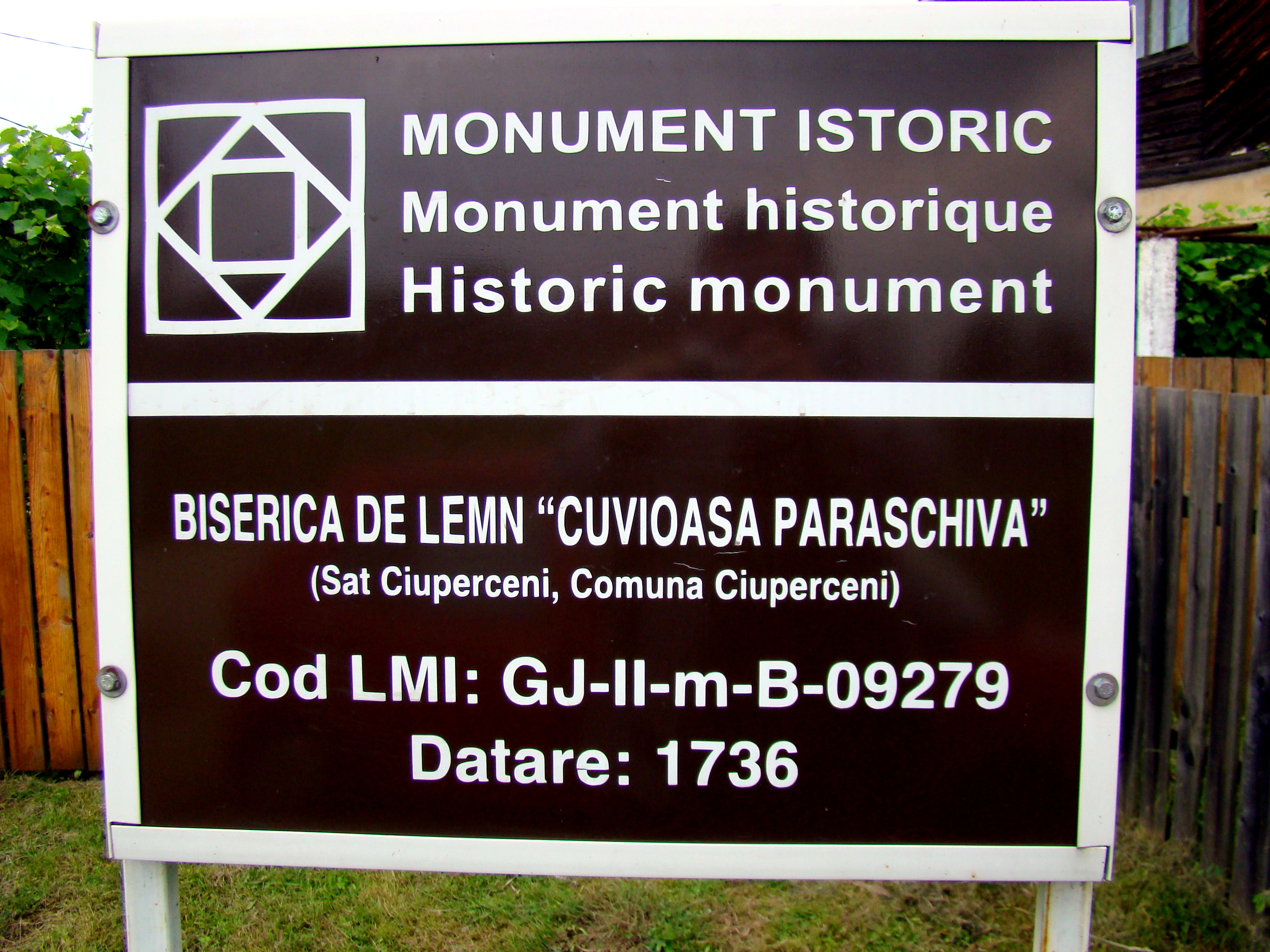
Tablă de monument